# Biropalostoma spiniferum
Biropalostoma spiniferum is een naaldkreeftjessoort uit de familie van de Parapseudidae. De wetenschappelijke naam van de soort is voor het eerst geldig gepubliceerd in 2004 door Gutu & Angsupanich.